# Pseudonicsara wum
Pseudonicsara wum är en insektsart som beskrevs av Sigfrid Ingrisch 2009. Pseudonicsara wum ingår i släktet Pseudonicsara och familjen vårtbitare. Inga underarter finns listade i Catalogue of Life.